# 最近の若いもんは…イン・ザ・ワールド
『最近の若いもんは…イン・ザ・ワールド』（さいきんのわかいもんは イン ザ ワールド）は、テレビ朝日系列局で不定期放送されているテレビ朝日製作のバラエティ番組である。

## 概要
世代間ギャップをテーマにした特別番組で、世界各国の中高年たちが激怒する若者たちの行動・姿勢を番組が独自調査し、映像に収めて紹介。それをスタジオでパネラー陣が視聴し、おのおのが見て抱いた感想を述べあう。

## 放送日時
いずれも日本標準時。
- 第1回：2015年12月29日（火曜） 23:40 - 翌0:40
- 第2回：2016年5月1日（日曜） 20:58 - 23:10 （『日曜エンタ』枠）

## 出演者

### 第1回

#### 進行
- 弘中綾香（テレビ朝日アナウンサー）

#### パネラー（中高年代表）
- 梅沢富美男
- 真琴つばさ
- カンニング竹山
- オクサナ
- G.M.ナイル
- オジエル

#### パネラー（若いもん代表）
- 吉村崇（平成ノブシコブシ）
- 向井慧（パンサー）
- ダコタ・ローズ

### 第2回

#### 司会
- 高橋克実
- 高橋真麻

#### アシスタント
- 弘中綾香（テレビ朝日アナウンサー）

#### ゲスト（中高年）
- 梅沢富美男
- 池上季実子
- 山瀬まみ
- カンニング竹山

#### ゲスト（若者）
- 吉村崇（平成ノブシコブシ）
- 道端アンジェリカ
- 高畑裕太
- 小池美由
- とまん

## スタッフ
- ナレーション：キートン山田、萩野志保子（テレビ朝日アナウンサー）
- 構成：興津豪乃、飯塚大悟、あだち昌也
- TM：福元昭彦
- TD：古橋稔
- SW：岩佐健史
- カメラ：今川翼
- 照明：石井久友
- VE：橋本潤
- 音声：髙橋英史
- 美術：小谷知輝
- 美術進行：森みどり
- バーチャルCG：加藤[誰?]
- オフライン：高原淳、榊耕平
- EED：押鐘慎司
- CG：小林貴雄
- 音効：大峡邦彦
- MA：斉藤冬彦
- 編成：大沢解都
- 宣伝：高橋夏子
- 協力：CRAZY TV、Jukin Media、アマナイメージズ、Globo TV
- TK：上原美華
- デスク：相馬恵美、宮城仁
- 制作スタッフ：千田健輔、中西萌文
- アシスタントプロデューサー：河野朋恵
- ディレクター：宮澤拓郎、松原広直、櫛田建太郎
- 演出・プロデューサー：三浦大輔（ViViA）
- プロデューサー：小田隆一郎
- ゼネラルプロデューサー：畔柳吉彦
- 制作協力：ViViA
- 制作著作：テレビ朝日

### 過去のスタッフ
- TD：長崎大資
- カメラ：櫻井栄希
- 照明：三澤孝至
- VE：木村雄
- 音声：伊藤康明
- 美術：馬場啓友
- ヘアメイク：真里
- MA：河合崇充
- 協力：インドネシア文化宮
- ディレクター：岡本晃尚